# Plecia adiastola
Plecia adiastola är en tvåvingeart som beskrevs av Hardy och Takahashi 1960. Plecia adiastola ingår i släktet Plecia och familjen hårmyggor. Inga underarter finns listade i Catalogue of Life.